# Oleh Plotnytskyi
Oleh Yuriyovych Plotnytskyi (em ucraniano:  Олег Юрійович Плотницький, Vinnytsia, 5 de junho de 1997) é um jogador de voleibol ucraniano que atua na posição de ponteiro.

## Carreira

### Clube
A carreira profissional de Plotnytskyi começou em 2015 atuando pelo Lokomotyv Kharkiv, clube de seu país natal. Durante as duas temporadas em que atuou pelo clube, o ponteiro conquistou um título do Campeonato Ucraniano e uma Copa Ucraniana.
Em 2017 o atleta se mudou para a Itália para defender as cores do Vero Volley Monza, clube da primeira divisão italiana. Com o novo clube, o ponteiro foi vice-campeão da Taça CEV de 2018–19 após duas derrotas nas finais para o russo Belogorie Belgorod. Ao término da temporada, o atleta ucraniano foi anunciado como o novo reforço do Sir Safety Susa Perugia, ainda na liga italiana.
Em sua temporada de estreia, conquistou o título da Supercopa Italiana; repetindo o mesmo feito no ano seguinte. Em 2022, conquistou o inédito título da Copa Itália ao derrotar o Itas Trentino na final por 3 sets a 1.

### Seleção
Pelas categorias de base, Plotnytskyi foi vice-campeão do Campeonato Europeu Sub-20 de 2016, sendo eleito um dos melhores ponteiros e melhor jogador do torneio.
Com a seleção adulta ucraniana, foi vice-campeão da Liga Europeia de 2021 após ser superado na final pela seleção turca pelo placar de 3 sets a 1; enquanto no ano seguinte, pelo Campeonato Mundial de 2022, terminou o torneio na sétima colocação – melhor resultado da seleção ucraniana até então.

### Voleibol de praia
Fazendo dupla com Illia Kovalov, Plotnytskyi foi vice-campeão do Campeonato Mundial Sub-19 de 2014 após ser superado na final pela dupla brasileira Arthur Lanci e George Wanderley, por 2 sets a 1.

## Vida pessoal
Plotnytskyi é casado com a também jogadora de voleibol Anna Stepaniuk. Em julho de 2021 o casal teve o seu primeiro filho, Svyatoslav.

## Títulos
Lokomotyv Kharkiv
- Campeonato Ucraniano: 2015–16, 2016–17
- Copa da Ucrânia: 2015–16

Sir Safety Perugia
- Mundial de Clubes: 2022, 2023
- Campeonato Italiano: 2023–24
- Copa Itália: 2021–22, 2023–24
- Supercopa Italiana: 2019, 2020, 2022, 2023, 2024

## Clubes
| Anos      | Clube                |
| --------- | -------------------- |
| 2015–2017 | Lokomotyv Kharkiv    |
| 2017–2019 | Vero Volley Monza    |
| 2019–     | Sir Susa Vim Perugia |

## Prêmios individuais
- 2016: Campeonato Europeu Sub-20 – MVP e melhor ponteiro
- 2022: Supercopa Italiana – MVP
- 2023: Campeonato Mundial de Clubes – MVP e melhor ponteiro
- 2024: Copa Itália – MVP